# Septmoncel
Septmoncel foi uma comuna francesa na região administrativa de Borgonha-Franco-Condado, no departamento de Jura. Estendia-se por uma área de 19,4 km². Em 2010 a comuna tinha 838 habitantes (densidade: 43,2 hab./km²).
Em 1 de janeiro de 2017, passou a formar parte da nova comuna de Septmoncel les Molunes.